# Keith Greene
Keith Greene, född 5 januari 1938 i Leytonstone, London, död 8 mars 2021, var en brittisk racerförare.
Keith Greene körde fem formel 1-lopp för fadern Sid Greenes formel 1-stall Gilby Engineering.

## F1-karriär
| Säsong | Stall/Tillverkare | Poäng | Placering |
| ------ | ----------------- | ----- | --------- |
| 1959   | Gilby Engineering | 0     | -         |
| 1960   | Gilby Engineering | 0     | -         |
| 1961   | Gilby Engineering | 0     | -         |
| 1962   | Gilby Engineering | 0     | -         |